# Lago Los Palos
El lago Los Palos es un cuerpo de agua superficial léntico perteneciente a la cuenca del río Aysén y está ubicado en la Región de Aysén.

## Historia
Luis Risopatrón lo describe en su Diccionario Jeográfico de Chile (1924):: 624 
Palos (Laguna de los) 43° 20' 72° 41'. Es de forma elíptica, está encerrada al N, E i S por cerros cortados a pique de 1 500 m de altitud, recibe del NW un riachuelo que corre en un valle pantanoso i desagua al rio del mismo nombre, del Aisen; fué esplorada en 1870 por el teniente de la «Chacabuco», señor Ramón Guerrero. 1, I, p. 12 i 13; 2, 49, p. 349; i 156; i Guerrero en 61, XLV, plano del rio Aisen.

## Población, economía y ecología
SERNATUR lo describe como:
Pequeño lago de origen glaciar ubicado en un estrecho valle. El lago recibe principalmente las aguas del río Tabo y desemboca sus aguas a través del río Los Palos que se une al río Aysén, en los márgenes de la ciudad de Puerto Aysén. Además de las posibilidades de pesca recreativa, este lago ofrece la posibilidad de navegación en kayak y la observación de su entorno rodeado de vegetación nativa y montañas de poca altura.